# Відкритий Чемпіонат острова Сал з футболу
Відкритий Чемпіонат острова Сал з футболу або Torneio de Abertura do Sal — відкритий чемпіонат з футболу, який проводиться щорічно, починаючи з 2000-их років, на острові Сал в Кабо-Верде.

## Історія
Турнір схожий на кубок ліги, який розігрується в інших країнах. Перший розіграш турніру стартував в 2000-і роки.
Так як ліга в даний час має два дивізіони, на відміну від інших островів, у сезоні 2015 року цього турніру змагалися всі клуби з першого та другого дивізіонів з декількома новими клубами, які почали брати участь в офіційних змаганнях, і зіграли між собою до 11 раундів. Поточний переможець Академіку ду Аеропорту виграв уже свій сьомий титул.

## Переможці
- 2001/02: Академіка (Еспаргуш)
- 2002-04: невідомо
- 2004/05: Академіку ду Аеропорту
- 2005/06: Академіку ду Аеропорту
- 2006/07: Палмейра
- 2007/08: Академіка (Еспаргуш)
- 2008/09: Академіку ду Аеропорту
- 2009/10: Академіку ду Аеропорту
- 2010/11: Академіку ду Аеропорту
- 2011/12: невідомо
- 2012/13: Академіку ду Аеропорту
- 2013/14: невідомо
- 2014/15: Академіку ду Аеропорту

## Чемпіонства по клубах
| Клуб                   | Перемоги | Роки перемог                             |
| ---------------------- | -------- | ---------------------------------------- |
| Академіку ду Аеропорту | 7        | 2005, 2006, 2009, 2010, 2011, 2013, 2015 |
| Академіка (Еспаргуш)   | 2        | 2002, 2008                               |
| Палмейра               | 1        | 2007                                     |